# Matsumoto Kentaro
Kentaro Matsumoto (sinh ngày 14 tháng 3 năm 1996) là một cầu thủ bóng đá người Nhật Bản.

## Sự nghiệp câu lạc bộ
Kentaro Matsumoto đã từng chơi cho Fagiano Okayama.